# 低在横定位
低在横定位（ていざいおうていい）とは異常分娩のひとつである。第2回旋が起こらなかったため生じ、骨盤底に達しても矢状縫合が横径に一致して分娩が停止した状態となる。

## 治療
- 児頭の後頭側を下にして側臥位をとらせる。
- 無効な場合は陣痛促進薬を与える。
- 胎児仮死あるいは分娩の遷延化で吸引分娩、鉗子分娩の適応となる。

## 吸引分娩、鉗子分娩の適応
- 子宮口が全開大であること。
- 経腟分娩が可能であること。
- 吸引カップや鉗子がかけられること。
- 児頭がSP＋2cm以下に下降していること。
- 胎児が生存し、成熟していること。